# 宮繁護
宮繁 護（みやしげ まもる、1925年1月28日 - 2013年10月23日 ）は、日本の官僚。国土事務次官、日本道路公団総裁を務めた。徳島県阿南市出身。

## 来歴・人物
1951年に京都大学農学部農林経済学科を卒業し、同年に建設省に入省した。1979年7月に計画局長に就任し、1983年7月に国土庁事務次官に就任した。1986年5月から1991年5月までに日本道路公団総裁を務めた。その後は日本住宅総合センター理事長なども歴任した。
2013年10月23日老衰で死去。88歳没。